# Agee (film)
Agee è un film documentario biografico del 1980 diretto e prodotto da Ross Spears sullo scrittore e critico cinematografico James Agee. Il film è stato candidato al Premio Oscar al miglior documentario nel 1981.

## Trama
James Agee è stato uno scrittore che ebbe un'esistenza alquanto travagliata; morì a soli 45 anni di età e assurse a fama soprattutto dopo la sua morte. Rimasto orfano di padre in età infantile, fu interno nel rigoroso collegio anglo-cattolico per ragazzi di St. Andrew a Sewanee (Tennessee), dove tuttavia trovò una figura paterna in uno degli insegnanti, padre James Flye. Frequentò quindi la Phillips Exeter Academy, dove divenne amico di Dwight Macdonald, e l'Università di Harvard, dove incontrò fra gli altri Robert Fitzgerald, che sarà il curatore delle opere postume di Agee, e il futuro dirigente televisivo Robert Saudek. Dopo la laurea fu assunto come giornalista alla rivista di economia Fortune, grazie a una raccomandazione di Dwight Macdonald per Ralph Ingersoll. Nel 1936 fu autore di un reportage, insieme al fotografo Walker Evans, sulla difficile condizione dei fittavoli dell'Alabama durante la Grande depressione pubblicato nel 1941 nel volume Let Us Now Praise Famous Men. Agee fu successivamente critico cinematografico e dopo il 1948 lavorò principalmente come sceneggiatore: fu autore fra l'altro della sceneggiatura della Regina d'Africa, un film diretto da John Huston.
Il documentario è incentrato sulla vita e sull'opera letteraria di James Agee. Sono presenti testimonianze di persone che lo hanno conosciuto già in giovane età (ad esempio, il suo ex insegnante padre James Flye, gli amici Dwight Macdonald, Robert Fitzgerald e Robert Saudek), delle sue tre mogli (Olivia Saunders Wood, Alma Mailman Neuman e Mia Fritsch Agee), di persone con cui Agee aveva lavorato (il fotografo Walker Evans e il regista John Huston), di soggetti della sua opera Let Us Now Praise Famous Men (Mae Burroughs ed Elizabeth Tingle) e di un illustre ammiratore di James Agee (il presidente Jimmy Carter il quale giudicava Let Us Now Praise Famous Men il miglior libro che avesse mai letto). Nel film sono presenti inoltre brevi scene, interpretate da attori e commentate con brani tratti da opere di James Agee recitati da Earl McCarroll, che ricostruiscono episodi importanti nella biografia di James Agee (l'incidente automobilistico di cui fu vittima il padre, la vita nel collegio di St. Andrew).

## Produzione
Produttore e regista del film fu Ross Spears. Ross Spears nacque nel 1947 a Johnson City (Tennessee) e morì nel 2024 a Sand Spring (Maryland). Nel 1974 conseguì un MFA presso l'Istituto delle arti della California. Il documentario Agee è stato prodotto con un budget molto limitato (circa 60.000 dollari, compresa una sovvenzione iniziale da parte della Tennessee Arts Commission e donazioni da amici di famiglia, in particolare da una mecenate del Tennessee di nome Barbara Shulman). Spears lavorò al documentario per cinque anni, dal 1974 alla fine del 1979. Ross Spears si è interessato a James Agee anche successivamente, sia attraverso documentari prodotti dalla James Agee Film Project, sia attraverso una monografia dedicata alla vita e all'opera di Agee pubblicata nel 1985.

### Cast

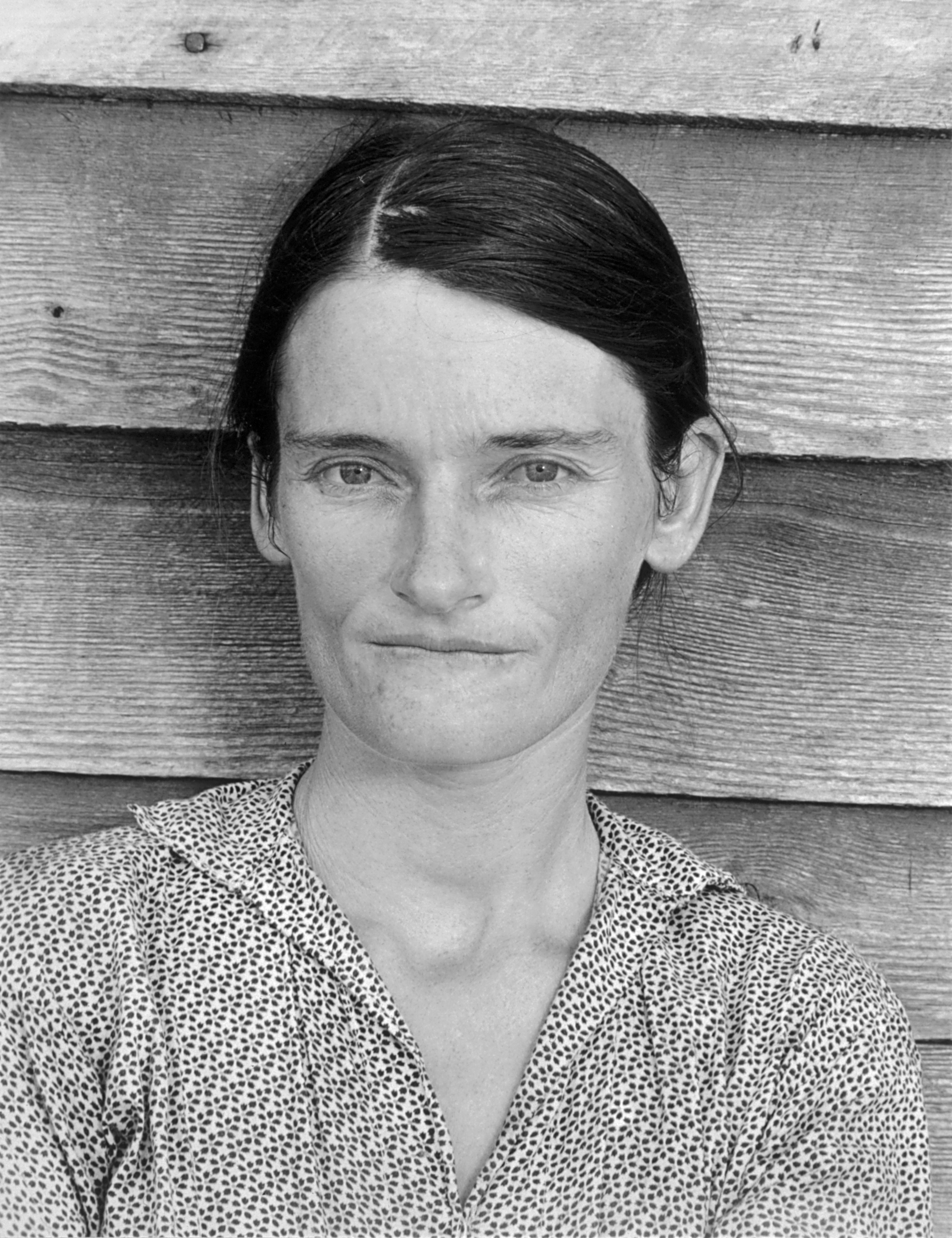
Mae Burroughs (foto di Walker Evans)

- James Agee - Sé stesso (filmati d'archivio)
- Mia Agee - Sé stessa
- Mae Burroughs - Sé stessa
- Jimmy Carter - Sé stesso
- Walker Evans - Sé stesso
- Robert Fitzgerald - Sé stesso
- Padre James Flye - Sé stesso
- John Huston - Sé stesso
- Dwight Macdonald - Sé stesso
- Earl McCarroll - James Agee (voce)
- Alma Neuman - Sé stessa
- Robert Saudek - Sé stesso
- Elizabeth Tingle - Sé stessa
- Olivia Wood - Sé stessa

## Riconoscimenti
- Candidato all'Oscar al miglior documentario (1981)